# Gouvernement Ismaël Haniyeh de mars 2007
Le deuxième gouvernement Ismaël Haniyeh était un gouvernement palestinien d'union nationale et le 11e depuis la création de l'Autorité palestinienne en 1994. Annoncé depuis l'accord de La Mecque du 8 février, sa composition par le Premier ministre palestinien est acceptée par le Président de l'Autorité palestinienne, Mahmoud Abbas, le 15 mars 2007, qui le limoge le 14 juin après la prise de Gaza par le Hamas.
Il fut le premier gouvernement auquel participèrent ensemble le Fatah et le Hamas, ainsi que d'autres mouvements minoritaires et des indépendants. Le Hamas disposait de 12 portefeuilles, dont celui de Premier ministre, octroyé à Ismaïl Haniyeh, sur 25 au total. Le Fatah en comptera six. Sept autres ministères, dont les Finances, les Affaires étrangères et l'Intérieur, ont été attribués à des personnalités indépendantes ou relevant de petites formations.

## Composition
Le Premier ministre, Ismaïl Haniyeh (Hamas) a nommé 24 ministres :
- Hamas : 11 ministres
- Fatah : 6
- Indépendants : 7
- Parti du Peuple (communiste) : 1
- FDLP : 1

Le Gouvernement se compose ainsi :
- Azzam Al-Ahmad (Fatah), Vice-Premier ministre
- Salam Fayyad (Troisième Voie), Ministre des Finances
- Ziad Abu-Amr (indépendant), Ministre des Affaires étrangères
- Hani Al-Qawasmeh (indépendant), Ministre de l'Intérieur
- Ziad Al-Zhazha (Hamas), Ministre de l'Économie
- Moustafa Barghouti (indépendant), Ministre de l'Information
- Ali Al-Sartawi (Hamas), Ministre de la Justice
- Radwane Al-Akhras (Fatah), Ministre de la Santé
- Nasseredine Al-Chaër (Hamas), Ministre de l'Éducation
- Mohammad Al-Barghouthi (Hamas), Ministre des Collectivités locales
- Samih Chbeib (Fatah), Ministre des Travaux publics
- Mahmoud Al-Aloul (Fatah), Ministre du Travail
- Youssef Al-Mansi (Hamas), Ministre des Communications
- Bassem Naïm (Hamas), Ministre des Sports et de la Jeunesse
- Tayssir Abou Sneineh (Fatah), Ministre chargé des Prisonniers
- Bassam Al-Salhi (Parti du Peuple), Ministre de la Culture
- Samir Abou Eisheh (Hamas), Ministre de la Planification
- Khouloud Hdeib Douaibess (femme, indépendante), Ministre du Tourisme
- Saadi Al-Krounz (Fatah), Ministre des Transports
- Mohammad Al-Agha (Hamas), Ministre de l'Agriculture
- Saleh Zeidane (Front démocratique de libération de la Palestine - FDLP), Ministre des Affaires sociales
- Mariam Saleh (femme, Hamas), Ministre de la Condition féminine
- Ismaïl Chandi (Hamas), Ministre des Affaires religieuses et du Waqf
- Wasfi Qabha (Hamas), Ministre d'État

## Contexte
Depuis l'élection ayant porté au pouvoir le Hamas, les subventions internationales ont été suspendues, les salaires ne sont plus versés aux fonctionnaires palestiniens depuis mars 2006. L'UE et les États-Unis exigent que le Hamas renonce à la violence, reconnaissent Israël et acceptent les accords de paix conclus précédemment entre l'État hébreu et les Palestiniens. L'Union européenne a mis en place un mécanisme temporaire d'aide pour contourner le gouvernement du Hamas. Les tensions entre les deux mouvements depuis la victoire de l'organisation islamiste aux élections législatives de janvier 2006 ont dégénéré en affrontements armés en décembre, après l'annonce par Abbas de la tenue d'élections anticipées et ont causé la mort de plus de 100 personnes. Les Palestiniens attendent de ce gouvernement d'unité qu'il mette un terme aux violences de rue et amène la communauté internationale à lever les sanctions financières qui pèsent sur l'économie palestinienne.

## Investiture
Le Conseil législatif palestinien à Gaza a ouvert samedi 17 mars 2007 vers 11 h sa session d'investiture du premier gouvernement d'union entre le Fatah de Mahmoud Abbas et le Hamas du Premier ministre désigné Ismaïl Haniyeh. Les ministres prêteront ensuite serment dans les locaux de la présidence à 15 h GMT après le vote de confiance du parlement. Le Parlement palestinien a voté, samedi 17 mars en milieu d'après-midi, l'investiture du gouvernement d'union nationale, avec 83 votes pour et 3 contre, qui réunit le Fatah du président Mahmoud Abbas et les islamistes du Hamas du Premier ministre Ismaïl Haniyeh.
Le ministre palestinien de l’Intérieur a présenté le 23 avril 2007 sa démission au Premier ministre Ismaïl Haniyeh mais celui-ci l’a refusée. "Il a présenté sa démission au Premier ministre mais ce dernier l’a refusée et l’a prié de rester à son poste", a déclaré le porte-parole du gouvernement, Ghazi Hamad, à la presse à Gaza. Il a affirmé que cette démission était liée à la situation au sein du ministère de l’Intérieur et aux obstacles auxquels il fait face".
Le gouvernement est limogé le 14 juin 2007 par le Président.

## Réactions
- Israël a affirmé samedi 17 mars 2007 qu'il ne négocierait pas avec le nouveau gouvernement palestinien d'union nationale[2].
- Dominique de Villepin a souhaité vendredi 16 mars 2007, dans un discours à l'université Harvard, que la communauté internationale rétablisse son aide directe au nouveau gouvernement palestinien dès son investiture par le parlement et a souhaité une reprise des projets de coopération «afin de recréer les conditions d'un véritable développement». «Il faut aider Mahmoud Abbas et donner une chance aux partisans de la paix en facilitant les évolutions au sein du Hamas»[3]. Dès que la liste des ministres a été acceptée par Mahmoud Abbas, Philippe Douste-Blazy, dans un télégramme, a félicité Ziad Abu-Amr pour sa nomination et a appelé à la libération de Gilad Shalit[4].
- La France a invité à Paris le nouveau ministre des Affaires étrangères Ziad Abu-Amr et, d'après des diplomates européens, la Grande-Bretagne envisage pour sa part d'autoriser les contacts diplomatiques avec les ministres non issus du Hamas[2].
- Washington a prévenu les Palestiniens que les sanctions ne seraient pas levées si les trois conditions posées par le Quartet n'étaient pas remplies[5].
- Le coordinateur des Nations unies pour le Moyen-Orient, Albert de Soto, a évoqué "un pas important dans la bonne direction".
- La Norvège, qui n'est pas membre de l'Union européenne, a rétabli toutes ses relations avec l'Autorité palestinienne à la suite de l'entrée en fonction du nouveau gouvernement d'union. Une rencontre a eu lieu entre Ismaïl Haniyeh, le Premier ministre palestinien, et Raymond Johansen, vice-ministre norvégien des Affaires étrangères, une première depuis mars 2006.

## Arrestations
- Le ministre palestinien de l'Éducation Nasser Shaer, considéré comme un pragmatique au sein du Mouvement de la résistance islamique, a été interpellé dans sa maison de Naplouse le 23 mai 2007. Les militaires ont également saisi son ordinateur, selon les informations de son épouse Houda Shaer. C'est la deuxième fois depuis l'année dernière que Shaer fait l'objet d'une arrestation[6]. Il a été libéré le 17 juillet 2007 après avoir signé un accord l'engageant à renoncer à son appartenance au Hamas ou à toute autre organisation illégale[7].
- Les forces israéliennes ont arrêté dans la nuit de vendredi 25 mai à samedi 26 mai, en Cisjordanie un ministre d'Etat palestinien, Wasfi Kabha, membre du Hamas, arrêté dans son village, proche de la ville de Jénine[8]

Ces arrestations ont été condamnés par la France qui a demandé leur libération.